# Oncophora albacarensis
Oncophora albacarensis är en rundmaskart. Oncophora albacarensis ingår i släktet Oncophora och familjen Camallanidae. Inga underarter finns listade i Catalogue of Life.